# Erythrops glacialis
Erythrops glacialis är en kräftdjursart som beskrevs av Georg Ossian Sars 1885. Erythrops glacialis ingår i släktet Erythrops och familjen Mysidae. Inga underarter finns listade i Catalogue of Life.